# Семеніщенков Олександр Анатолійович
Олекса́ндр Анатолі́йович Семені́щенков (21 квітня 1983 — 29 серпня 2014) — солдат Збройних сил України, учасник російсько-української війни.

## Короткий життєпис
Народився 1983 року в місті Кривий Ріг. 2001 року закінчив Міжрегіональний центр професійної перепідготовки звільнених у запас військовослужбовців, спеціальність «верстатник широкого профілю».
В часі війни — навідник-кулеметник 40-го батальйону територіальної оборони «Кривбас».
Загинув при виході колони з Іловайська «гуманітарним коридором», який був обстріляний російськими військами поблизу села Новокатеринівка. 2 вересня 2014-го тіло Олександра Семеніщенкова разом з тілами 87 інших загиблих у Іловайському котлі привезено до запорізького моргу.
Похований у місті Кривий Ріг, кладовище «Всебратське».
Без Олександра лишилися мама Ірина Миколаївна і брат Микола.

## Нагороди та вшанування
За особисту мужність і героїзм, виявлені у захисті державного суверенітету та територіальної цілісності України, вірність військовій присязі під час російсько-української війни, відзначений — нагороджений
- 15 травня 2015 року — орденом «За мужність» III ступеня (посмертно)[1]
- медаллю «Захиснику Вітчизни»
- медаллю «За жертовність і любов до Батьківщини»
- нагрудним знаком Криворізької міськради «За Заслуги перед містом» ІІІ ступеня,
- відзнакою «Мужність. Честь. Закон»
- 29 грудня 2016 у Криворізькій загальноосвітній школі № 123 (Карачун) відкрили ще одну меморіальну дошку своєму випускнику, який загинув, Герою АТО — Олександру Семеніщенкову
- Іловайський Хрест (посмертно)
- Його портрет розміщений на меморіалі «Стіна пам'яті полеглих за Україну» у Києві: секція 3, ряд 2, місце 33
- Вшановується 29 серпня на щоденному ранковому церемоніалі вшанування українських захисників, які загинули цього дня у різні роки внаслідок російської збройної агресії[2]